# Il-102 (航空機)
Il-102
Il-102
- 用途：攻撃機
- 製造者：S・V・イリユーシン記念航空複合体
- 初飛行：1982年9月25日
- 生産数：2機
- 運用状況：試作のみ

イリューシン Il-102（Ilyushin Il-102）は、イリューシンにより設計されたジェット地上攻撃機の実験機である。スホーイSu-25の方が優っており、本機が採用されることは無かったため数機の試作機が製造されただけだった。

## 設計と開発
1967年にソ連空軍はジェット機版シュトゥルモヴィーク、重装甲地上攻撃機の仕様を作成した。スホーイが全く新しい単座機のSu-25を設計したのに対し、イリューシンは1953年に製造したIl-40の改良版をIl-42の名称で提案した。この機はスホーイのものとは異なり遠隔操作の尾部銃塔を備えた2座の機体であった。Il-42はソ連空軍により却下されたが、イリューシンはこの機をIl-102と名を変え開発を続行することに決めた。
静強度試験用の2号機が製造される一方でIl-102の最初の試作機は1982年9月25日に初飛行し、1984年にエンジン寿命が尽きて飛行停止になるまで250回の試験飛行を行った。
Il-102は、2基のクリーモフ RD-33B/NBターボファンエンジン（MiG-29戦闘機が装備したエンジンのアフターバーナー非装着版）を装備し、緩やかな後退角（30度）の主翼をもった低翼単葉機であった。第二次世界大戦時のIl-2やIl-10（Il-102はこれら機種の設計思想を受け継ぐ後継機という位置づけである）以来見られなかった尾部銃塔という当時の地上攻撃機としては異例の装備を持ち、これは主翼の後縁辺りのコックピットに座る銃手により遠隔操作された。搭乗員のコックピットとエンジン、燃料タンクは対空砲火に備え装甲が施されていた。
1984年に開発は放棄されたが、Il-102の試作機は輸出市場での受注を目して1992年にジュコーフスキーで催されたモスクワ航空宇宙ショーにて公開展示された。

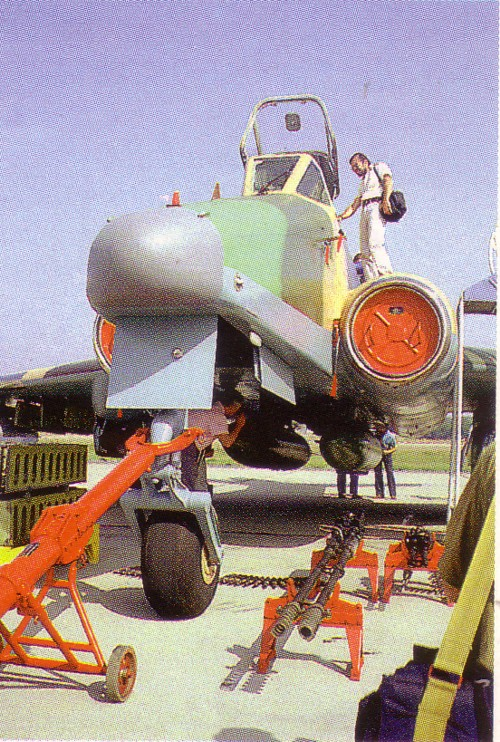
機首部
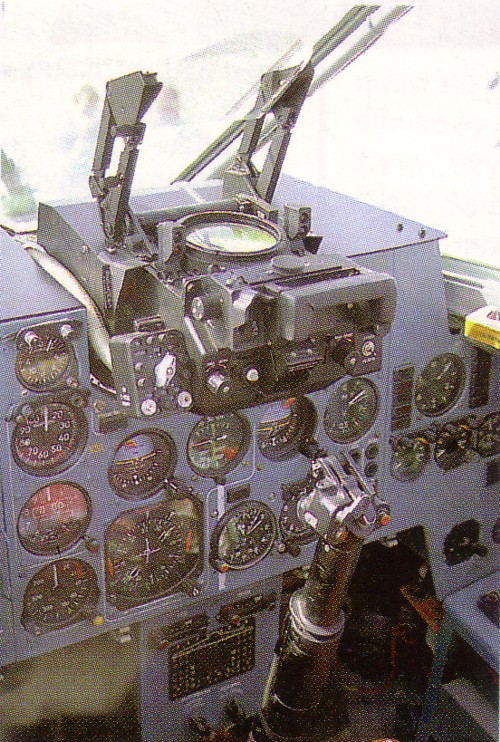
コックピット
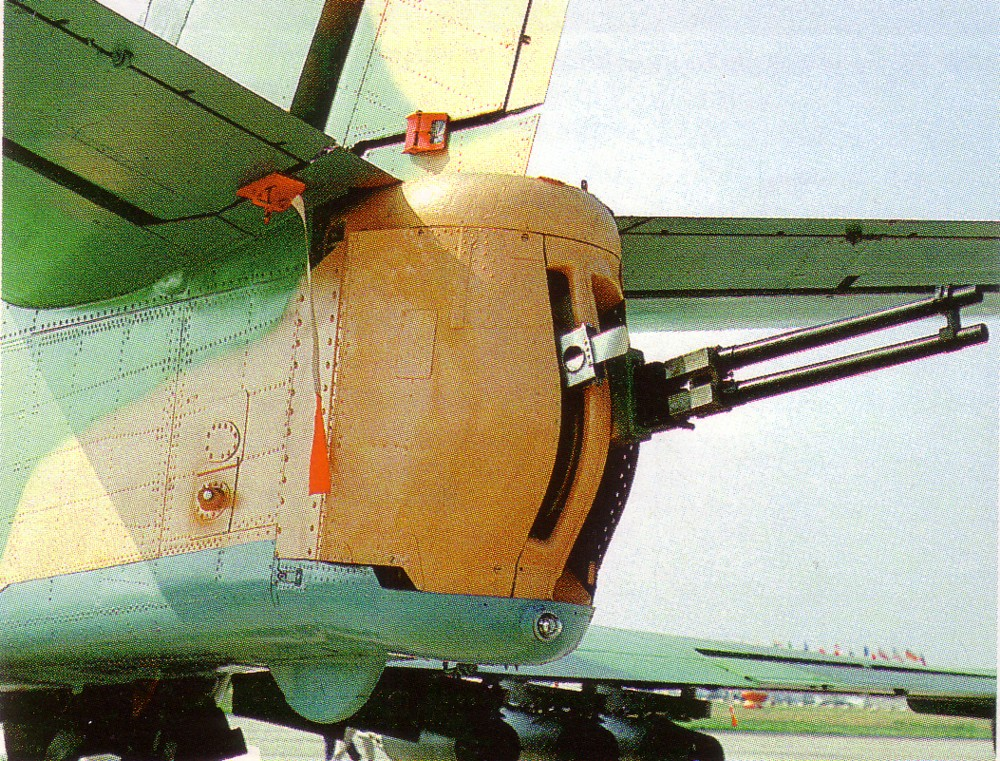
GSh-23L機関砲を装備したIl-102の尾部銃塔
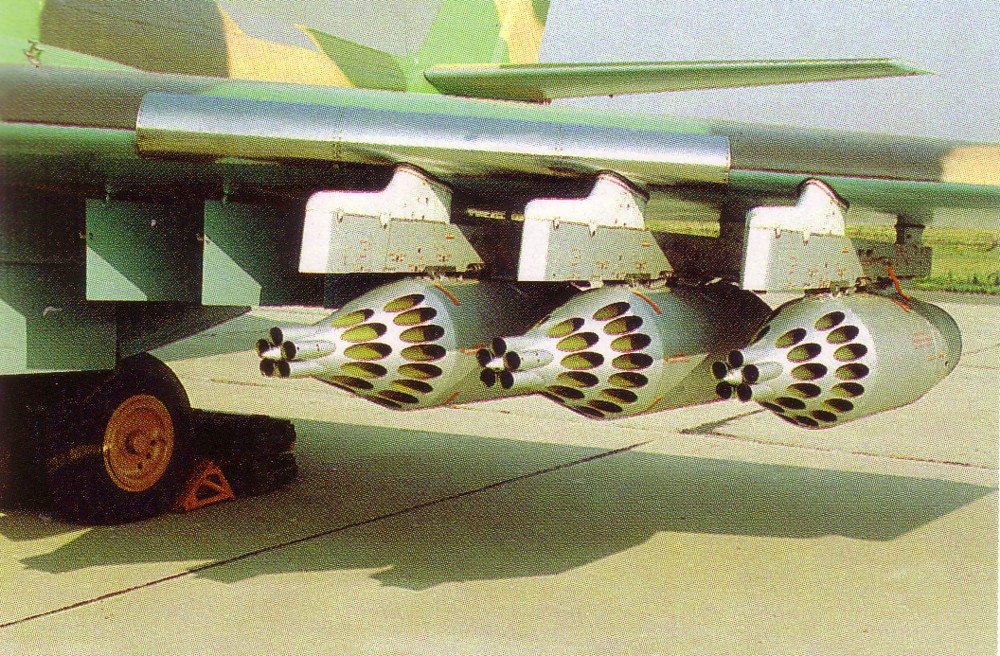
ロケットポッドを装備した形態
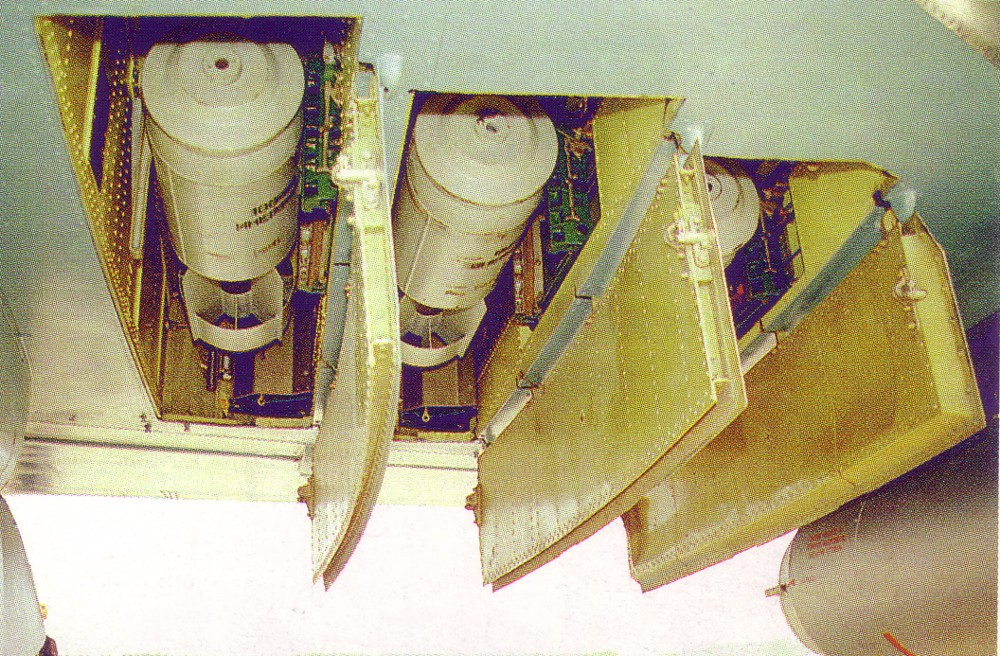
爆弾槽

## 要目
（Il-102） Data from The Osprey Encyclopedia of Russian Aircraft 1875-1995
- 乗員：2名
- 全長：17.75 m (58 ft 2⅞ in)
- 全幅：16.9 m (55 ft 5⅜ in)
- 全高：5.08 m [5] (16 ft 8 in)
- 翼面積：63.5 m2 (683.5 ft2)
- 翼面荷重：283 kg/m2 (58.1 lb/ft2)
- 空虚重量：13,000 kg (28,000 lb)
- 運用重量：18,000 kg (39,683 lb)
- エンジン：2 × クリーモフ RD-33B/NBターボファン, 51 kN (11,465 lbf)
- 最大速度：950 km/h (513 knots, 590 mph)
- 作戦行動半径：400-500 km (300-378 NM, 345-435 mi)
- 航続距離：3,000 km (1,621 NM, 1,864 mi)
- 推力重量比：0.58

- 武装：
  - 前方（胴体下）：1 × GSh-30-2機関砲
  - 後方（遠隔操作銃塔）: 2 × GSh-23L機関砲
  - 爆弾：7,200 kg (15,873 lb)を主翼の6つの内部爆弾倉、8つ（主翼下に6つ、胴体下に2つ）のハードポイントに搭載